# Áspros
Áspros är en ort i Grekland.   Den ligger i prefekturen Nomós Kilkís och regionen Mellersta Makedonien, i den norra delen av landet, 300 km norr om huvudstaden Aten. Áspros ligger 55 meter över havet och antalet invånare är 891.
Terrängen runt Áspros är platt. Runt Áspros är det ganska tätbefolkat, med 72 invånare per kvadratkilometer. Närmaste större samhälle är Polýkastro, 11,6 km norr om Áspros. Trakten runt Áspros består till största delen av jordbruksmark.